# Plan de numérotation au Luxembourg
Le plan de numérotation téléphonique au Luxembourg détermine la structure des numéros de téléphone au Luxembourg. La longueur d'un numéro de téléphonie fixe y est de 8 chiffres depuis 2000, les numéros attribués auparavant ayant une longueur variable, et de 9 chiffres pour un numéro de mobile depuis 2006.

## Histoire
Dans les années 1950, les P&T locales ont réformé le plan de numérotation, pour introduire des numéros à six chiffres en parallèle à la reconstruction du réseau détruit durant la Seconde Guerre mondiale,.
En février 1993, la téléphonie mobile GSM est introduite au Grand-Duché.
Le 1er mai 1999, face à l'épuisement du nombre de numéros disponibles et à l'ouverture à la concurrence du marché, tous les nouveaux numéros de lignes fixes attribués à partir de cette date sont à 8 chiffres, les anciens restant majoritairement inchangés ; la portabilité a été également introduite,.
En 2005, la portabilité est également introduite pour les lignes mobiles.
Dans le cadre de la mise en application de la directive européenne sur l'harmonisation du plan de numérotation, l'ensemble des numéros de lignes mobiles voient leur 0 remplacés par un 6 (021 est remplacé par 621, par exemple), le 1er septembre 2006, et sont harmonisés à 9 chiffres (et non 8 comme initialement prévu en 1999), les anciens numéros restant utilisables jusqu'au 1er mars 2007,.
En 2007, les numéros fixes de l'administration du gouvernement sont tous changés pour un numéro à 8 chiffres, le préfixe 478 étant remplacé par 2478. Les numéros machine to machine sont introduits en 2009.

## Plan de numérotation
Du fait du maintien des anciens numéros malgré l'introduction des numéros à 8 chiffres en 1999, il existe deux plans de numérotation pour les lignes fixes. Dans le système à huit chiffres, chaque numéro commence par un chiffre allant de 2 à 9, le 0 étant réservé pour l'usage interne des opérateurs (numéros en 04 pour le routage inter-réseaux et 05 pour le routage interne).
- XY ABCD où le préfixe XY correspond à la région et ABCD à un numéro personnalisé d'abonné de 1 à 4 chiffres ;
- 2 X YZ ABCD où X est le chiffre 4, 6 ou 7 suivi de YZ qui correspond à la région et ABCD à un numéro personnalisé d'abonné à 4 chiffres.

Depuis 2006, les lignes mobiles sont toutes à 9 chiffres selon le format suivant :
- 6 XY ABC DEF où XY correspond à un code identifiant l'opérateur et ABC DEF à un numéro personnalisé d'abonné à 6 chiffres.

Les numéros destinés aux communications Machine to machine sont à 12 chiffres selon le format suivant, :
- 60 XY ABCD EFGH où XY correspond à l'opérateur et ABCD EFGH un numéro personnalisé d'abonné à 8 chiffres.

Dans le détail, le premier chiffre correspond à :
- 1, 8 et 9 : numéros à « valeur ajoutée » ;
- 2 : lignes VoIP et lignes fixes nouvellement attribuées ou ré-attribuées ;
- 3 : communication entre équipements réseaux ;
- 4, 5 et 7 : non attribués ;
- 6 : téléphonie mobile et machine to machine.

### Préfixes

#### Lignes fixes
Historiquement, les préfixes à deux chiffres étaient attribués par secteurs géographiques et permettaient de déterminer la zone de résidence d'une personne ou d'une entreprise. L'instauration de la portabilité ne le permet toutefois plus systématiquement, une personne déménageant pouvant garder son numéro. Si les préfixes 24 et 26 des numéros à 8 chiffres sont introduits dès 1999, le préfixe 27 a été ajouté en 2006,.
- 20 : numéros dédiés à la VoIP[8] ;
- 22, 2422, 2622, 2722 : Luxembourg
- 23, 2423, 2623, 2723 : Mondorf-les-Bains, Bascharage, Noerdange, Remich
- 2421, 2721 : Weicherdange
- 25, 2425, 2625, 2725 : Luxembourg
- 2627 : Belair
- 28, 2428, 2628, 2728 : Luxembourg
- 29, 2429, 2629, 2729 : Luxembourg, Kockelscheuer
- 30, 2430, 2630, 2730 : Capellen, Kehlen
- 31, 2431, 2631, 2731 : Bertrange, Mamer, Munsbach, Strassen
- 32, 2432, 2632, 2732 : Lintgen, Mersch, Steinfort
- 33, 2433, 2633, 2733 : Steinsel, Heisdorf, Walferdange
- 34, 2434, 2634, 2734 : Rameldange, Niederanven
- 35, 2435, 2635, 2735 : Sandweiler, Moutfort, Roodt-sur-Syre
- 36, 2436, 2636, 2736 : Hesperange, Kockelscheuer, Roeser
- 37, 2437, 2637, 2737 : Leudelange, Ehlange, Mondercange
- 39, 2439, 2639, 2739 : Windhof, Steinfort, Koerich, Hobscheid
- 4 : Luxembourg
- 40, 2440, 2640, 2740 : Howald
- 42, 2442, 2642, 2742 : Kirchberg
- 43, 2443, 2643, 2743 : Findel, Kirchberg
- 45, 2443, 2745 : Differdange
- 47, 2447, 2647, 2747 : Lintgen
- 48, 2448, 2648, 2748 : Contern, Foetz
- 49, 2449, 2649, 2749 : Howald
- 50, 2450, 2650, 2750 : Bascharage, Pétange, Rodange
- 51, 2451, 2651, 2751 : Dudelange, Bettembourg, Livange
- 52, 2452, 2652, 2752 : Dudelange
- 53, 2453, 2653, 2753 : Esch-sur-Alzette
- 54, 2454, 2654, 2754 : Esch-sur-Alzette
- 55, 2455, 2655, 2755 : Esch-sur-Alzette, Mondercange
- 56, 2456, 2656, 2756 : Rumelange
- 57, 2457, 2657, 2757 : Esch-sur-Alzette, Schifflange
- 58, 2458, 2658, 2758 : Soleuvre, Differdange
- 59, 2459, 2659, 2759 : Soleuvre
- 67, 2467, 2667, 2767 : Dudelange
- 71, 2471, 2671, 2771 : Betzdorf
- 72, 2472, 2672, 2772 : Echternach
- 73, 2473, 2673, 2773 : Rosport
- 74, 2474, 2674, 2774 : Wasserbillig
- 75, 2475, 2675, 2775 : Grevenmacher
- 76, 2476, 2676, 2776 : Wormeldange
- 78, 2478, 2678, 2778 : Junglinster
- 79, 2479, 2679, 2779 : Berdorf, Consdorf
- 80, 2480, 2680, 2780 : Diekirch
- 81, 2481, 2681, 2781 : Ettelbruck, Reckange-sur-Mess
- 83, 2483, 2683, 2783 : Vianden
- 85, 2485, 2685, 2785 : Bissen, Roost
- 87, 2487, 2687, 2787 : Larochette
- 88, 2488, 2688, 2788 : Mertzig, Wahl
- 89, 2489, 2689, 2789 : Esch-sur-Sûre
- 92, 2492, 2692, 2792 : Clervaux, Fischbach, Hosingen
- 95, 2485, 2695, 2795 : Wiltz
- 97, 2497, 2697, 2797 : Huldange
- 99, 2499, 2699, 2799 : Troisvierges

#### Lignes mobiles
Les tranches suivantes sont attribuées par les opérateurs suivant, la portabilité d'un numéro d'un opérateur à un autre fait qu'un préfixe ne veut pas forcément dire que tel utilisateur est chez tel opérateur, :
- 621 (anciennement 021) : POST Luxembourg (ex-LuxGSM)[10]
- 651 : Eltrona (MVNO)
- 656 : Luxembourg Online[9] ;
- 661 (anciennement 061) : Orange (Vox jusqu'en 2009[11])
- 671 : Join Experience
- 691 (anciennement 091) : Proximus Luxembourg (sous la marque Tango pour les particuliers)
- 6790 à 6799 : numéros à usage spécifique, toujours à 9 chiffres ; 6798 est utilisé pour le réseau GSM-R des CFL[12].

Chez certains opérateurs comme POST, l'accès à la boîte vocale se fait avec un numéro dont le préfixe se termine par --8 au lieu de --1.

#### Numéros à valeur ajoutée
Les numéros commençant par 1, 8 et 9 sont des numéros dits à « valeur ajoutée », leur longueur est variable avec un maximum à 8 chiffres,. En voici les principaux.

##### Numéros d'urgence
Les numéros d'urgence luxembourgeois sont les suivants :
- 112 : corps grand-ducal d'incendie et de secours (numéro d'urgence européen) ;
- 113 : police grand-ducale.

D'autres numéros existent, mais intégrés dans le plan de numérotation classique ou avec des numéros spéciaux.

##### Numéros spéciaux
- 800 : numéros en « libre appel », non facturés au client (comme le 8002-5500 pour le centre antipoison)[8] ;
- 801 : numéros en « coûts partagés », facturés au maximum au prix d'un appel local[8] ;
- 900, 901, 905 : numéros surtaxés[15].

##### Autres
- 116 : numéros à « valeur sociale » (comme 116 000 pour les enfants disparus[14]) ;
- 118 : services de renseignements téléphoniques.

#### Machine to machine
Les préfixes des lignes dédiées au machine to machine sont les suivants :
- 6000 : MTX Connect ;
- 6001 : Join Experience ;
- 6002 : Proximus ;
- 6021 : POST Luxembourg ;
- 6061 : Orange ;
- 6067 : Bouygues Telecom.